# Mohamed Shawky
Mohamed Shawky (Puerto Saíd, Egipto; 15 de octubre de 1981) es un futbolista egipcio. Juega de mediocampista y su equipo actual es el Kayserispor de la Superliga de Turquía.

## Selección nacional
Con la Selección de Egipto ha jugado en 49 partidos internacionales, marcando tres goles desde el año 2003. Hace parte del plantel que juega en la Copa FIFA Confederaciones 2009. En ese torneo marcó uno de los tres goles de Egipto en la derrota frente a Brasil 3-4.

### Participaciones en Copa de África
| Copa de África                 | Sede   | Resultado |
| ------------------------------ | ------ | --------- |
| Copa Africana de Naciones 2006 | Egipto | Campeón   |
| Copa Africana de Naciones 2008 | Ghana  | Campeón   |

## Clubes
| Club          | País       | Año       |
| ------------- | ---------- | --------- |
| Al-Masry      | Egipto     | 2000-2003 |
| Al-Ahly       | Egipto     | 2003-2007 |
| Middlesbrough | Inglaterra | 2007-2010 |
| Kayserispor   | Turquía    | 2010-     |

## Palmarés

### Campeonatos nacionales
| Título           | Club (*) | País   | Año  |
| ---------------- | -------- | ------ | ---- |
| Primera División | Al-Ahly  | Egipto | 2005 |
| Supercopa        | Al-Ahly  | Egipto | 2005 |
| Primera División | Al-Ahly  | Egipto | 2006 |
| Copa de Egipto   | Al-Ahly  | Egipto | 2006 |
| Supercopa        | Al-Ahly  | Egipto | 2006 |
| Primera División | Al-Ahly  | Egipto | 2007 |
| Copa de Egipto   | Al-Ahly  | Egipto | 2007 |
| Supercopa        | Al-Ahly  | Egipto | 2007 |

### Copas internacionales
| Título                      | Club (*)         | País   | Año  |
| --------------------------- | ---------------- | ------ | ---- |
| Liga de Campeones de la CAF | Al-Ahly          | Egipto | 2005 |
| Copa Africana de Naciones   | Selección Egipto | Egipto | 2006 |
| Liga de Campeones de la CAF | Al-Ahly          | Egipto | 2006 |
| Supercopa de la CAF         | Al-Ahly          | Egipto | 2006 |
| Supercopa de la CAF         | Al-Ahly          | Egipto | 2007 |
| Copa Africana de Naciones   | Selección Egipto | Egipto | 2008 |

(*) Incluyendo la selección